# Belleville Senators
Belleville Senators je profesionální kanadský klub ledního hokeje, který sídlí v Belleville v provincii Ontario. Do AHL vstoupil v ročníku 2017/18 a hraje v Severní divizi v rámci Východní konference. Své domácí zápasy odehrává v hale CAA Arena s kapacitou 4 400 diváků. Klubové barvy jsou červená, černá a bílá.
Klub nahradil v sezoně 2017/18 mužstvo Binghamton Senators a stal se čtvrtým kanadským klubem v soutěži. Tým plní roli farmy klubu NHL Ottawa Senators. Ottawa podepsala s klubem spolupráci na osm let, Yardmen Arena má nejnižší kapacitu v celé lize. V premiérovém utkání 6.10.2017 podlehl tým na ledě Laval Rocket 3:0.
Ve stejné aréně v minulosti působil klub Belleville Bulls, hrající juniorskou OHL.

## Exil v sezoně 2020/21
Kvůli pandemii koronaviru odehrál celek sezonu 2020/21 v ottawské Canadian Tire Centre.

## Úspěchy klubu
- Vítěz divize - 1x (2019/20)

## Umístění v jednotlivých sezonách
Stručný přehled
Zdroj:
- 2017– : American Hockey League (Severní divize)

Jednotlivé ročníky
Zdroj:
Legenda: Z – zápasy, V – výhry, P – porážky, PP – porážky v prodloužení či na samostatné nájezdy, VG – vstřelené góly, OG – obdržené góly, B – body
| USA / Kanada (2017 – ) |                       |        |    |    |    |    |     |     |    |        |
| Sezóny                 | Liga                  | Úroveň | Z  | V  | PP | P  | VG  | OG  | B  | Pozice |
| 2017/18                | AHL (Severní divize)  | 2      | 76 | 29 | 5  | 42 | 194 | 266 | 63 | 6.     |
| 2018/19                | AHL (Severní divize)  | 2      | 76 | 37 | 8  | 31 | 228 | 228 | 82 | 5.     |
| 2019/20                | AHL (Severní divize)  | 2      | 63 | 38 | 5  | 20 | 234 | 197 | 81 | 1.     |
| 2020/21                | AHL (Kanadská divize) | 2      | 35 | 18 | 1  | 16 | 102 | 111 | 37 | 3.     |
| 2021/22                | AHL (Severní divize)  | 2      | 72 | 40 | 4  | 28 | 219 | 218 | 84 | 4.     |
| 2022/23                | AHL (Severní divize)  | 2      | 72 | 31 | 10 | 31 | 233 | 258 | 72 | 7.     |
| 2023/24                | AHL (Severní divize)  | 2      | 72 | 38 | 6  | 28 | 209 | 211 | 82 | 4.     |
| 2024/25                | AHL (Severní divize)  | 2      | 72 | 34 | 11 | 27 | 206 | 223 | 79 | 6.     |

### Play off
| Sezona  | předkolo                                   | 1. kolo                                    | 2. kolo                                    | Finále konference                          | Finále Calder Cupu                         |
| ------- | ------------------------------------------ | ------------------------------------------ | ------------------------------------------ | ------------------------------------------ | ------------------------------------------ |
| 2017/18 | mužstvo se nekvalifikovalo                 | mužstvo se nekvalifikovalo                 | mužstvo se nekvalifikovalo                 | mužstvo se nekvalifikovalo                 | mužstvo se nekvalifikovalo                 |
| 2018/19 | mužstvo se nekvalifikovalo                 | mužstvo se nekvalifikovalo                 | mužstvo se nekvalifikovalo                 | mužstvo se nekvalifikovalo                 | mužstvo se nekvalifikovalo                 |
| 2019/20 | sezona nedohrána kvůli pandemii koronaviru | sezona nedohrána kvůli pandemii koronaviru | sezona nedohrána kvůli pandemii koronaviru | sezona nedohrána kvůli pandemii koronaviru | sezona nedohrána kvůli pandemii koronaviru |
| 2020/21 | play off zrušeno                           | play off zrušeno                           | play off zrušeno                           | play off zrušeno                           | play off zrušeno                           |
| 2021/22 | porážka, 0–2, Rochester                    | —                                          | —                                          | —                                          | —                                          |
| 2022/23 | mužstvo se nekvalifikovalo                 | mužstvo se nekvalifikovalo                 | mužstvo se nekvalifikovalo                 | mužstvo se nekvalifikovalo                 | mužstvo se nekvalifikovalo                 |
| 2023/24 | postup, 2–1, Toronto                       | porážka, 1–3, Cleveland                    | —                                          | —                                          | —                                          |
| 2024/25 | mužstvo se nekvalifikovalo                 | mužstvo se nekvalifikovalo                 | mužstvo se nekvalifikovalo                 | mužstvo se nekvalifikovalo                 | mužstvo se nekvalifikovalo                 |

## Klubové rekordy

### Za sezonu
Góly: 31, Josh Norris (2019/20)
Asistence: 40, Drake Batherson (2018/19)
Body: 62, Drake Batherson (2018/19)
Trestné minuty: 108, Patrick Sieloff (2017/18)
Čistá konta: 2, Marcus Hogberg (2018/19)
Vychytaná vítězství: 21, Marcus Hogberg (2018/19)
Odehraná utkání: 76, Chase Balisy (2018/19)

### Celkové
Góly: 38, Drake Batherson
Asistence: 78, Drake Batherson
Body: 116, Drake Batherson
Trestné minuty: 181, Patrick Sieloff
Čistá konta: 3, Marcus Hogberg
Vychytaná vítězství: 34, Marcus Hogberg
Odehraná utkání: 169, Jordan Murray